# Саркисян, Рубен Суренович
Рубен Суренович Саркисян (арм. Ռուբեն Սարգսյան) (22 ноября 1945, Ереван — 6 апреля 2013, Ереван) — советский и армянский композитор. Лауреат Государственной премии Республики Армения (2007), профессор Ереванской государственной консерватории им. Комитаса.

## Биография
Родился в семье ученого-селекционера Сурена Сергеевича Саркисяна. Учился в музыкальной школе им. Саят-Нова, затем в музыкальном училище им. Романоса Меликяна, со второго курса которого поступил в класс композиции Ереванской консерватории им. Комитаса.
В 1972 году окончил факультет композиции Ереванской консерватории по классу Л. М. Сарьяна.
С 1972 года член Союза композиторов СССР, в 1979—1990 — член Правления СК Армении.
В 1973—1985 гг. преподавал теорию музыки и сольфеджио в Ереванской музыкальной школе No. 10.
С 1987 и до своей кончины преподавал композицию и читал лекции по разработанному им самим курсу «Технология современной композиции» в Ереванской государственной консерватории. В 2004 году присвоено ученое звание профессора.
С 1994 — один из основателей общественной организации «Армянская музыкальная ассамблея». С 2002 — член Секретариата Ассамблеи.

## Личная жизнь
Жена композитора — доктор искусствоведения, музыковед Золотова, Ирина Леонидовна, дочь — Алиса.

## Награды и достижения
- 1978 — лауреат Республиканской премии «Лучшее произведение года» (удостоен награды за Концерт No.1 для виолончели и симфонического оркестра).
- 1993 — лауреат конкурса на лучшее произведение для симфонического оркестра, проводимого Армянским центром симфонической музыки (удостоен награды за «Поэму» для симфонического оркестра).
- 2007 — лауреат Государственной премии Республики Армения (удостоен награды за цикл оркестровых произведений «Мой современник»)

## Творческие связи
Произведения Рубена Саркисяна исполнялись на многих международных фестивалях и конкурсах, в их числе:
- Фестиваль музыкального общества «Le Jardin de Musique» («Армянская сюита» для фортепиано, исп. Светлана Навасардян, Париж, 1984).
- XI Международное Берлинер Биеннале современной музыки (Концерт No.1 для скрипки и камерного оркестра, солист Рубен Агаронян, Берлин, 1987).
- Фестиваль современной музыки в Будапеште (фортепианный цикл «Приношение Комитасу», исп. Гаянэ Джагацпанян, Будапешт, 1988)
- Международный Фестиваль «Два дня и две ночи новой музыки» (Соната No.2 для скрипки и фортепиано, исп. Сурен Ахназарян и Гаяне Ахназарян, Одесса, 2000).
- Международный фестиваль «Перспективы XXI века» (фортепианный цикл «Приношение Комитасу», исп. Каринэ Оганян, Ереван, 2000).
- IV Международный фестиваль современной музыки «Ростовские премьеры» (фортепианное трио, исп. Сона Барсегян, Нарек Дарбинян, Аракел Магакян, Ростов-на Дону, 2010).
- Сочинение Р.Саркисяна «Cercio declamando» для виолончели соло исполнялось в качестве обязательного произведения участниками Второго Все-Армянского конкурса Левона Чилингиряна (Ереван, 2001).

## Избранные сочинения
- Рок-балет "Человек-невидимка (по Г. Уэллсу, либретто автора), 2000.
- Симфония No.1 для симфонического оркестра, 1986. (изд. «Комитас», Ереван, 2012)
- Симфония No.2 (Ironica) для симфонического оркестра, 1989. (изд. «Комитас», Ереван, 2010
- Симфония No.3 (The Chronicle) для симфонического оркестра, 2003. (изд. «Комитас», Ереван, 2005)
- Симфония «In modo passacaglia» для камерного оркестра, 1984.
- Концерт No.1 для скрипки и камерного оркестра, 1983. (изд. «Советакан Грох», Ереван, 1989)
- Концерт No.2 для скрипки и камерного оркестра, 1984. (изд. «Комитас», Ереван, 2009)
- Концерт No.3 для скрипки и камерного оркестра, 1989.
- Концерт No.4 для скрипки и камерного оркестра, 2001. (изд. «Комитас», Ереван, 2003)
- Концерт No.1 для виолончели и симфонического оркестра, 1977.
- Концерт No.2 для виолончели и камерного оркестра, 1979.
- Концерт No.3 для виолончели и камерного оркестра, 1989.
- Концерт No.4 для виолончели и камерного оркестра, 1994.
- Концерт для альта и камерного оркестра, 1992.
- «Cogitation» для виолончели и камерного оркестра, 2000. (изд. «Комитас», Ереван, 2001)
- «In memory» для струнного оркестра, челесты и ударных (памяти А. Тертеряна), 1996. (изд. «Комитас», 2001)
- Концертино для струнного оркестра, 1996. (изд. «Комитас», Ереван, 2001)
- Элегия для флейты и струнного ансамбля, 1998.
- Детский концерт для фортепиано и струнного оркестра, 1983.
- Струнный квартет, 1982. (изд. «Советакан грох», 1983).
- Фортепианное трио, 1984. (изд. «Комитас», 2002)
- Соната для флейты и фортепиано, 2001
- Соната для виолончели и фортепиано, 1977. (изд. «Советский композитор», 1980)
- Соната No.1 для скрипки и фортепиано, 1976. (изд. «Советакан Грох», 1982).
- Соната No.2 для скрипки и фортепиано, 1978. (изд. «Советский композитор», 1984).
- Соната для фортепиано, 1980. (изд. «Советакан Грох», 1982)
- «Армянская графика».(5 пьес для фортепиано), 1975. (изд. «Советакан Грох», 1982).
- «Cercio declamando» для виолончели соло, 2001. (изд. «Комитас», 2006).
- «Нерсес Шнорали» поэма для флейты, фортепиано и чтеца, 1975.
- «Приношение Комитасу» (7 пьес для фортепиано), 1987. (изд. «Комитас», 2002).
- Сонатина No.1 для фортепиано, 1968. (изд. «Советакан Грох», 1985).
- Сонатина No.2 для фортепиано, 1980.
- Сонатина No.3 для фортепиано, 1981.
- Сонатина No.4 для фортепиано, 1987. (изд. «Комитас», 2000).
- «Детский альбом» для фортепиано, 1983. (изд. «Комитас», 2000).
- «Реквием для сентября» для камерного оркестра (посвящается жертвам теракта 11-го сентября), 2003.
- Цикл «Мой современник» для камерного оркестра (1."Исповедь пережившего Тер-Зор", 2."Все, что осталось", 3.«На круги своя…», 4."Месса для призрака"). 2005—2006. Удостоен Государственной Премии РА (2007) (изд. «Комитас», 2006, изд. «Амроц груп», 2011)
- «Позови весну» для флейты, глокеншпиля и камерного ансамбля, 2007—2009.
- «Завещание Моцарта», (для флейты, гобоя, кларнета in B, фагота, трубы in B, тромбона, литавр и камерного ансамбля), 2008.
- «Черный бал», 2009—2010. (для флейты, глокеншпиля и камерного ансамбля), 2007—2009.
- «Прощание» (памяти И. Тиграновой) для фортепиано и камерного ансамбля, 2011.
- Рапсодия для фортепиано и струнного оркестра, 2011.
- «Смерть легенды» поэма для фортепиано, 2012
- «Послесловие» струнный квартет, памяти композитора Эдварда Мирзояна, 2012

## Дискография
- «Нерсес Шнорали» поэма для флейты, ф-но и чтеца. «Мелодия»: 1978, Москва, СССР.
- Концерт No.3 для скрипки и камерного оркестра (солист А. Боргардт)."Chamerton Studio": 1999, Владивосток, Россия
- Sonata No.1 for Cello and Piano (солист М. Абрамян). «Medea Abramyan», «MEDED», CD MA 10/06, 2002, Ереван, Армения.
- Концерт No.2 для скрипки и камерного оркестра (солист В. Хачатрян). «Victor Khachatryan»: 2006, Ереван, Армения.
- «Confession of Survivors of Der Zor» for Chamber Orchestra. «Oberton» by Naregatsi Art Institute: 2009, Yerevan, Armenia. (недоступная ссылка)
- Sonata No.2 for Violin and Piano (Сурен Ахназарян — скрипка, Гаяне Ахназарян — фортепиано) «Armenian Contemporary Music for Violin», «AMA», CD, 2009
- «Gift to Komitas» (7 works for piano solo). «Accolade»: 2010, USA.

## Отзывы в прессе
- «Пытаясь сформулировать, что же является ведущим в творческом и человеческом облике автора, можно сказать: интеллектуальная одухотворенность»…"Для него мысль — не отвлеченная категория, она является в то же время категорией эмоциональной. Этот духовный сплав не является ни в коей мере искусственным, наоборот, музыку Р. Саркисяна отличает внутренняя свобода и естественность, в ней витает дух романтической поэзии", — музыковед и музыкальный критик Марина Берко в "На рубеже творческой зрелости. — «Литературная Армения», 1982, No 8.
- «Свидетельством огромного таланта автора явилась для меня соната для виолончели и фортепиано Рубена Саркисяна. Это одно из тех сочинений, которому смело можно предсказать долгую жизнь нз концертных эстрадах», — польский композитор, пианист и музыковед Кшиштоф Мейер в «Музыкальная культура Армении — явление поразительное». — «Армения сегодня», 1980, No 2.
- «Камерная симфония Рубена Саркисяна камерна лишь по составу оркестра. В действительности она производит впечатление монументальной и по замыслу, и по его воплощению…Это музыка высокой эмоциональной „температуры“, рассказывающая о напряженной работе человеческого духа», — российский музыковед Корыхалова, Наталия Платоновна // Большая русская биографическая энциклопедия (электронное издание). — Версия 3.0. — М.: Бизнессофт, ИДДК, 2007. в «В гостях у ленинградцев». — «Голос Армении», 4 января, 1991.
- «Творчество Рубена Саркисяна давно претендует на проведение параллелей с самыми яркими современными явлениями музыкального искусства… Музыка Третьей симфонии „The Chronicle“ величественна в своем обращении к широкой, всемирной аудитории. Она величественна так, как бывают величественны оратории и мессы; она фиксирует драматические собырия внеличностного плана в фазе их вспышки, эмоциональные состояния высокой накаленности… „Глас вопиющего в пустыне“ — такой образ возникает перед нами…», — армянский музыковед, музыкально-общественный деятель Маргарита Рухкян в "Портреты армянских композиторов. Ереван, изд. «Наири», 2009.